# Oberleitungsbus Vancouver
Der Oberleitungsbus Vancouver ist heute der einzige Oberleitungsbus-Betrieb in Kanada, er wurde am 16. August 1948 eröffnet. Betrieben wird er von der Coast Mountain Bus Company, einer Tochtergesellschaft der Verkehrsgesellschaft TransLink. Derzeit verkehren in Vancouver 13 elektrisch betriebene Linien, der Fahrzeugbestand besteht aktuell aus 262 Einheiten, davon 74 Gelenkwagen. Der vorletzte kanadische Obus-Betrieb in Edmonton wurde hingegen am 2. Mai 2009 stillgelegt.

## Fahrzeuge
2003 wurden 228 Oberleitungsbusse bestellt, darunter 188 Solo- und 40 Gelenkwagen. Im Hinblick auf die Olympischen Winterspiele 2010 wurde somit der komplette Fuhrpark aus dem Jahre 1982 erneuert. Die Großbestellung ging an den Hersteller New Flyer in Winnipeg, die elektrische Ausrüstung lieferte das deutsche Unternehmen Vossloh Kiepe zu. Der erste neue Oberleitungsbus befindet sich seit dem 27. September 2005 im planmäßigen Einsatz, die Lieferung wurde bereits 2008 – und damit zwei Jahre früher als geplant – abgeschlossen. Außerdem besteht eine Option auf eine Nachbestellung von 40 weiteren Fahrzeugen.
2025 wurden bei Solaris Bus & Coach zunächst 107 Solowagen vom Typ Trollino 12 mit elektrischer Ausrüstung von Medcom sowie zusätzlichen Batteriehilfsantrieb bestellt, welche ab 2026 eingesetzt werden sollen. Zusätzlich bestehen Optionen für insgesamt 201 weitere Solowagen sowie 204 Gelenkwagen vom Typ Trollino 18, um die aktuell eingesetzten Oberleitungsbusse vom Typ E40LFR und E60LFR ersetzen sowie zusätzliche Buslinien auf Oberleitungsbusbetrieb umstellen zu können.
Wie in anderen nordamerikanischen Städten, besteht auch bei den Oberleitungsbussen Vancouvers die Möglichkeit zur Fahrradmitnahme. Hierzu besitzt jedes Fahrzeug an der Front eine ausklappbare Halterung zur Befestigung von maximal zwei Fahrrädern, die durch den Fahrgast selbst bedient wird.

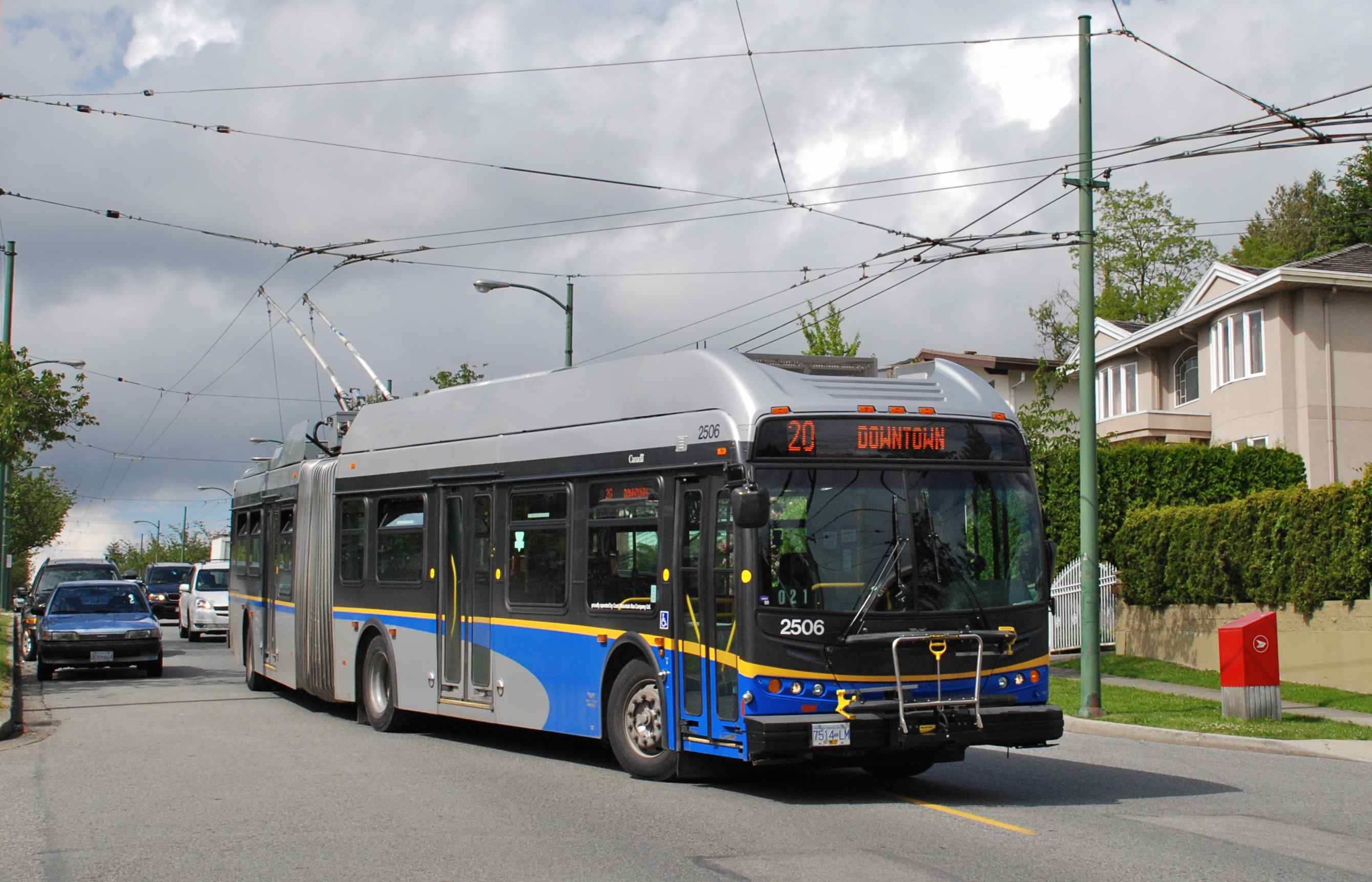
E60LFR-Gelenkwagen Nummer 2506 auf Linie 20.
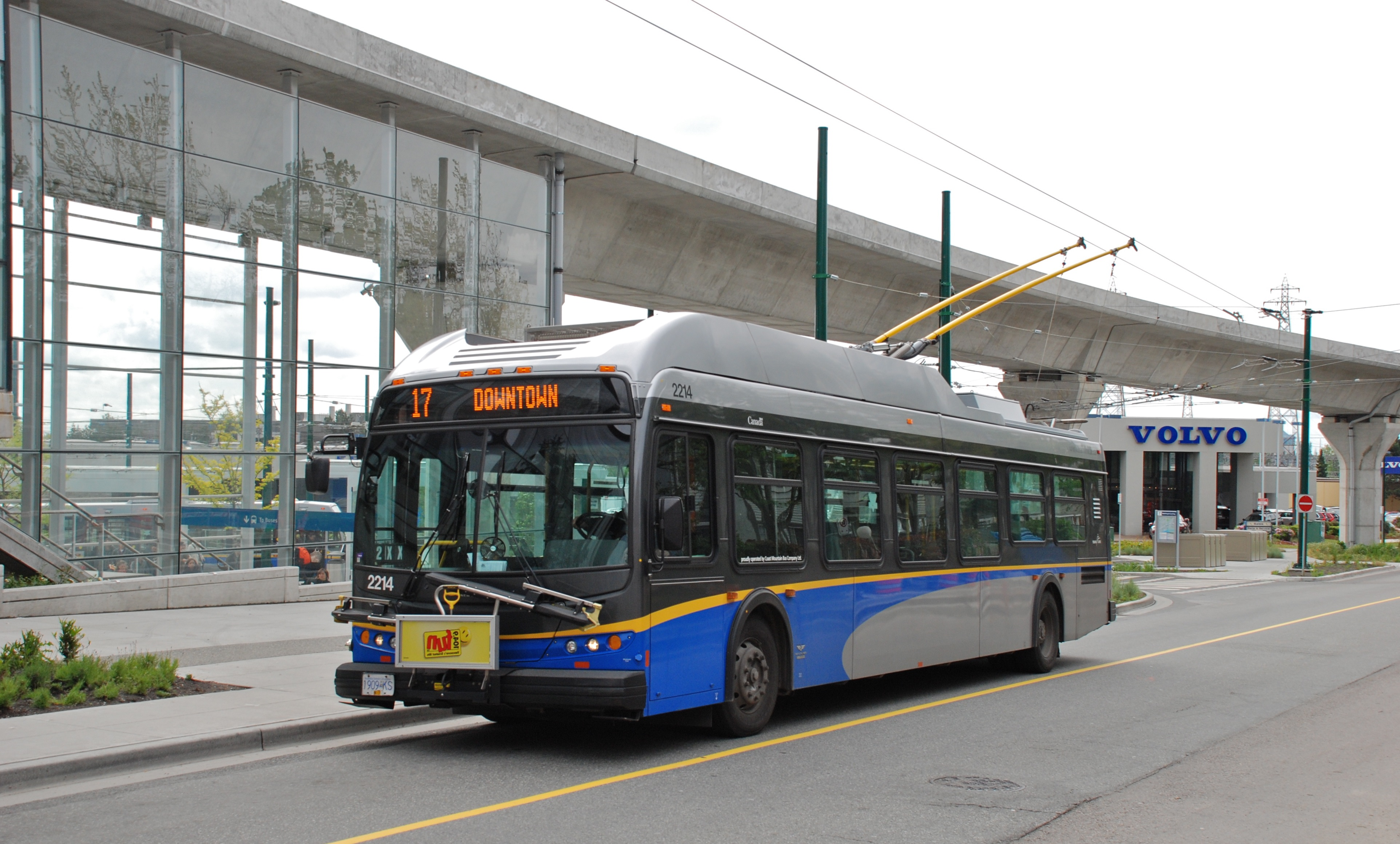
E40LFR-Solowagen Nummer 2214 auf Linie 17
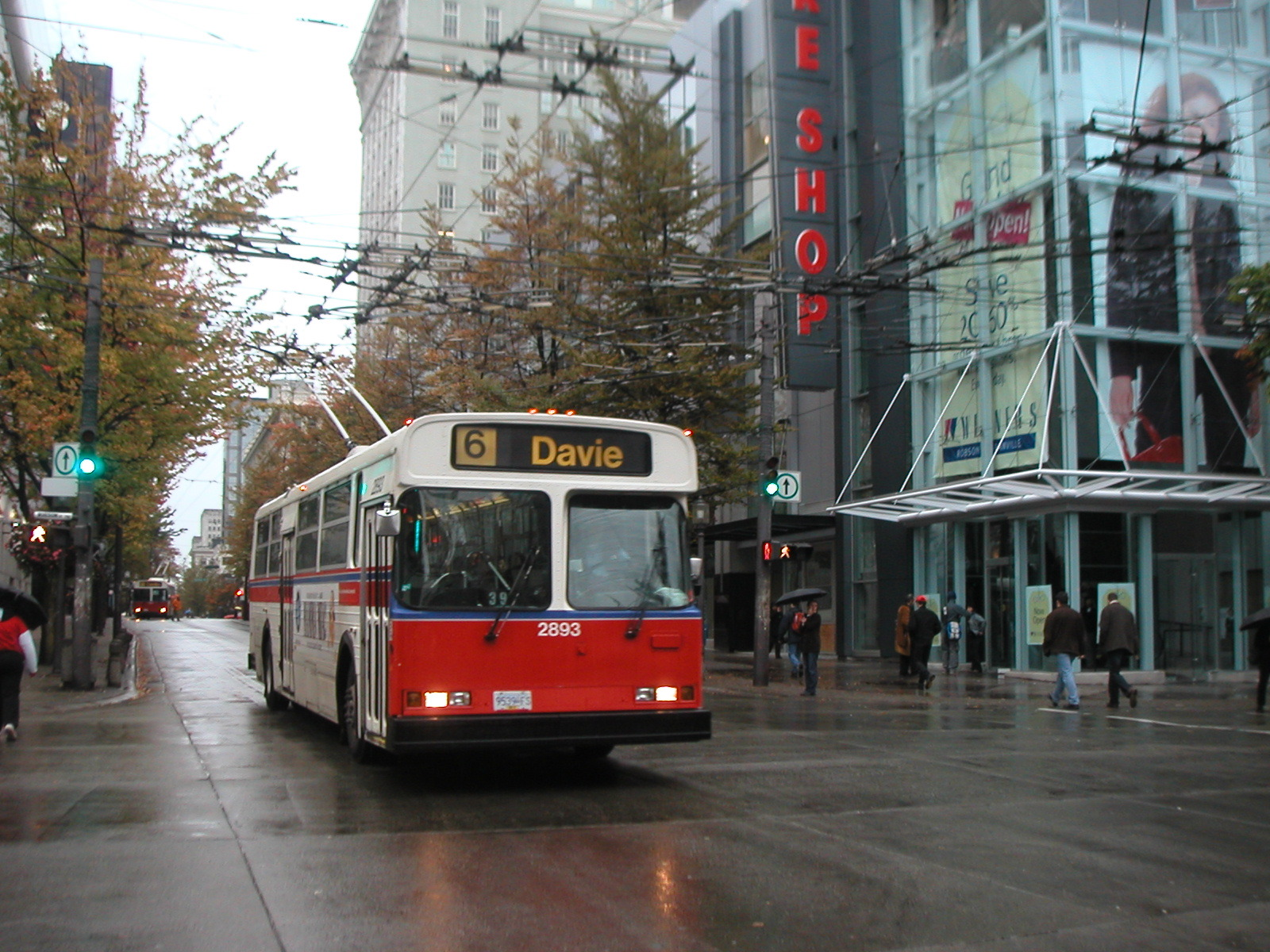
Hochflur-Wagen 2893 der ausgemusterten Vorgängergeneration
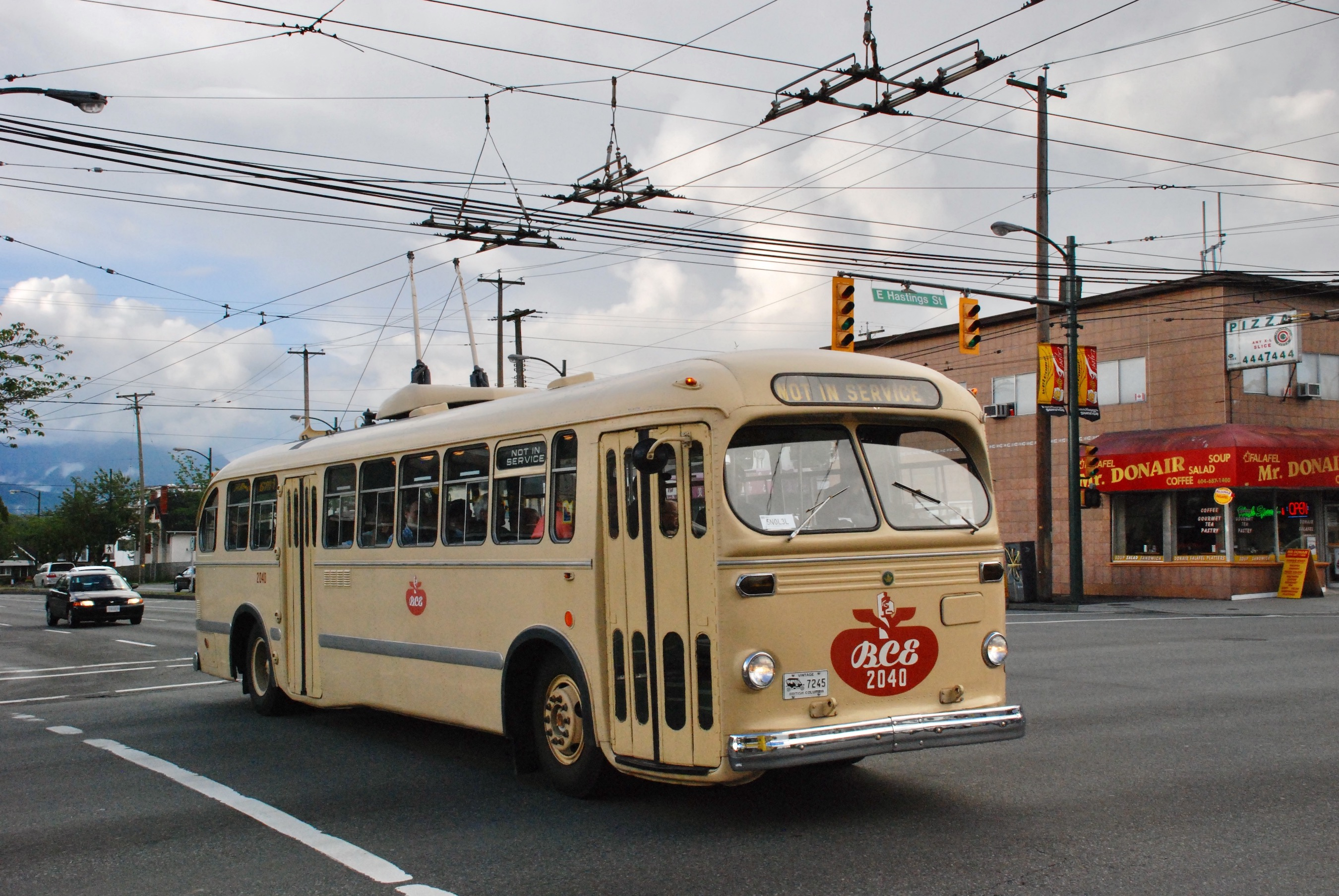
Ein historischer Brill-Wagen des Baujahrs 1947